# Château de Vandières
Le château de Vandières est un château privé situé sur la commune éponyme dans le département de la Marne.

## Histoire
Château de Vandières : édifié au XVIe siècle, remanié au XVIIIe siècle, restauré entièrement après les dommages de la guerre 1914-1918.
Il était la résidence de :
- 1134 : Guy de Vandières,
- 1198 : Raoul Plonquet,
- Vers 1300 : Perette de Vandières épouse de Jacques Lescot,
- Vers 1350 : Jean de Cauchont,
- 1420 : Eleonore de Cauchon épouse de Pierre Condé,
- 1520 : Pierre II de Condé,
- de la famille Desrousseaux de Vandières, depuis son acquisition le 1er mai 1816 par le gentilhomme verrier, Joseph-Auguste Desrousseaux (1783-1838), d'Antoinette-Adélaïde-Julie de Sauville née Mignon et de ses huit enfants[2]. Le château avec ses bâtiments, sa cour, son jardin et clos de fossés était d'une superficie de 5 hectares et quarante neuf ares. Outre les réfections sur le corps principal du logis ils firent édifier l'habitation placée à l'ouest ; une partie des canaux furent comblés, les autres curés. C'est Edouard qui héritait le château le 22 décembre 1837, puis il  passait à Auguste son fils en 1861. C'est à cette date que fut vendue la ferme, habitation seigneuriale proche de l'église avec son pigeonnier, vendue en lots. C'est M. Legras qui achetait le pigeonnier, cour, porte principale et terrain touchant le cimetière: il y avait là un pressoir.

Parc du château de Vandières: Le parc du château a été réalisé au XIXe siècle par le célèbre architecte-paysagiste Jacques Lalos. Il  est au pré-inventaire de 2003.

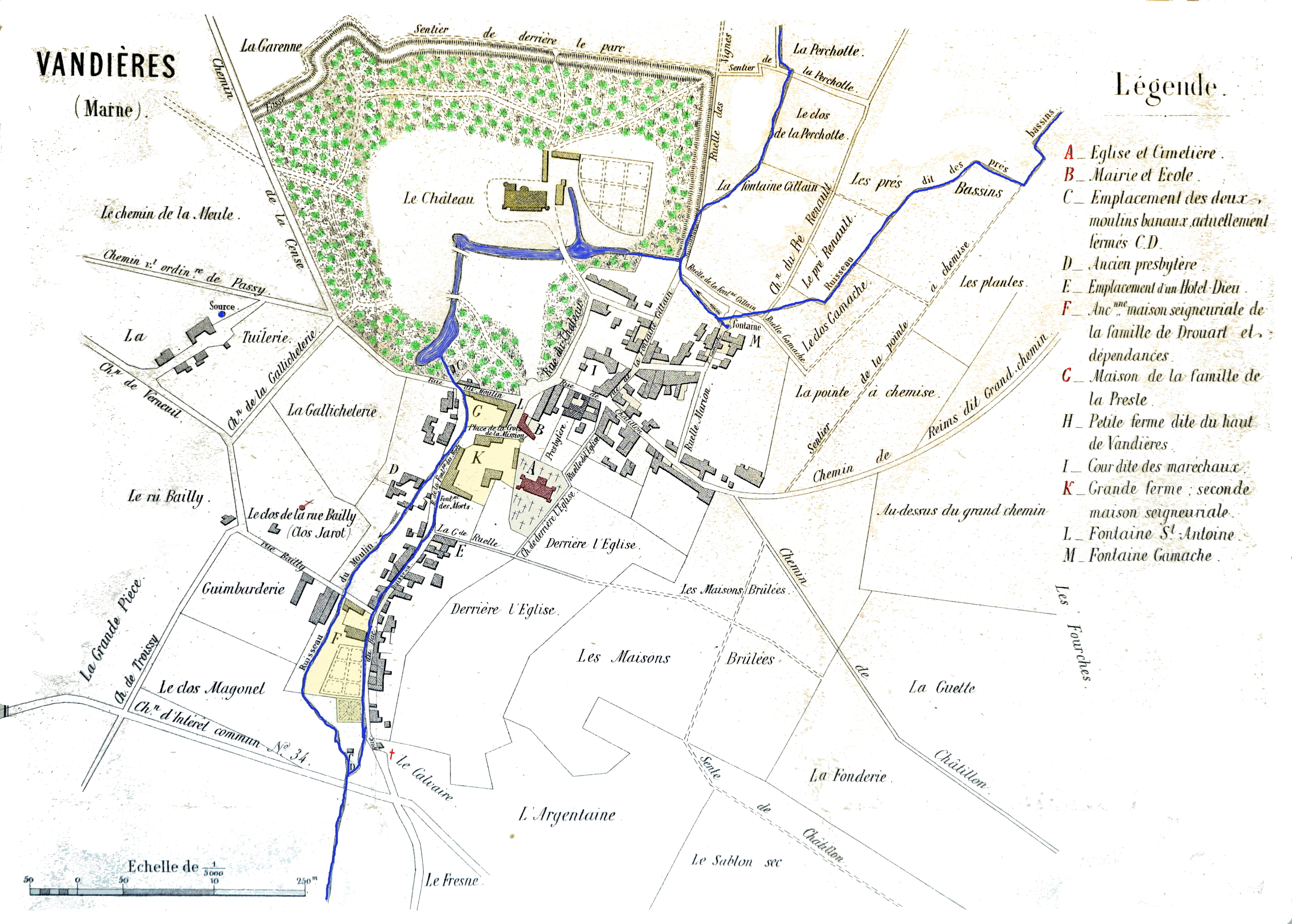
Une vue du château au sein du village, carte du XIXe siècle.
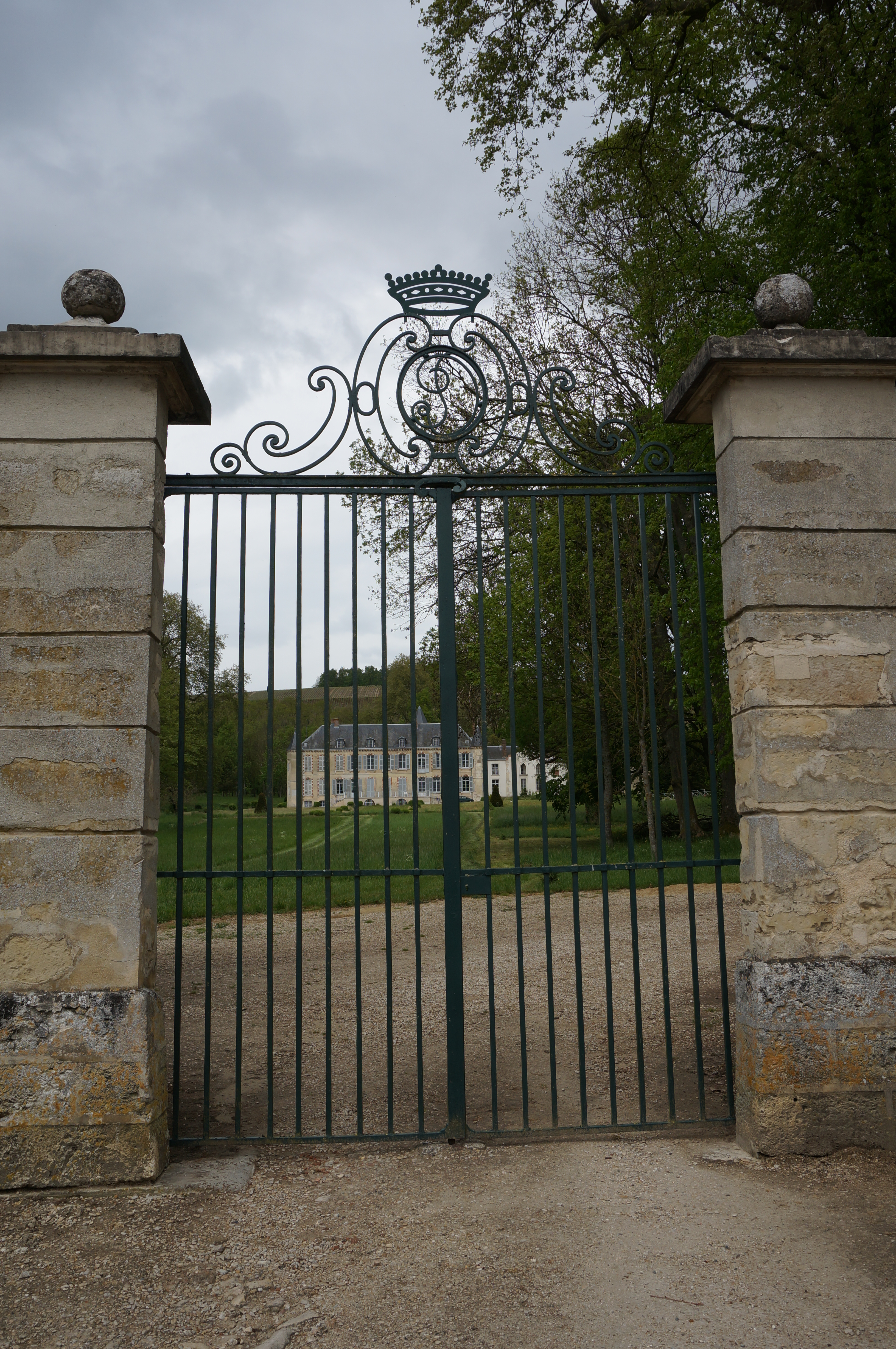
La grille du portail.
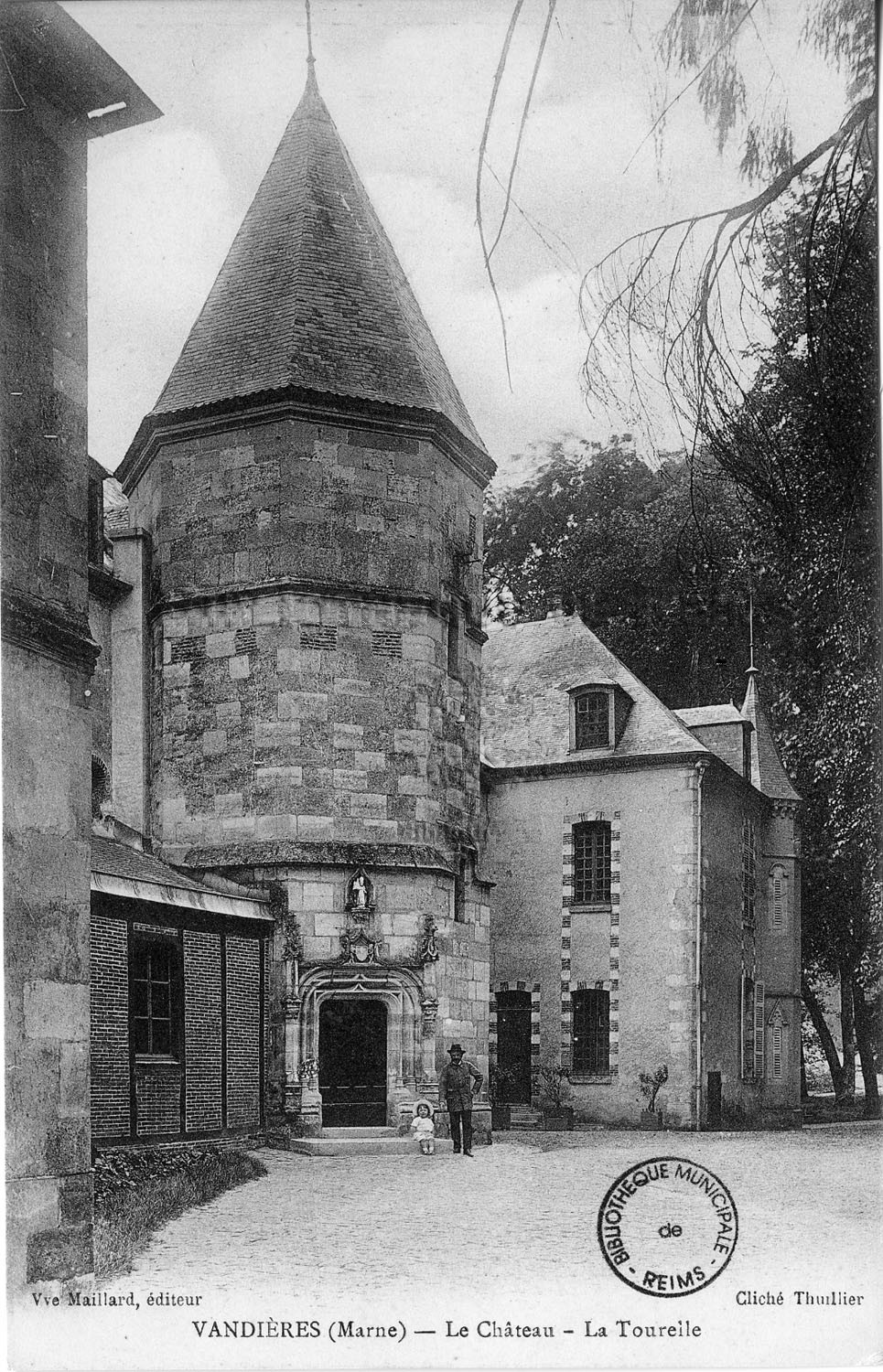
la tour.